# Valter Magno de Carvalho

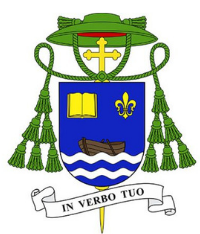
Wappen von Valter Magno de Carvalho als Weihbischof

Valter Magno de Carvalho (* 22. Februar 1973 in Capela Nova, Minas Gerais) ist ein brasilianischer römisch-katholischer Geistlicher und ernannter Bischof von Ituiutaba.

## Leben
Valter Magno de Carvalho studierte Philosophie und Katholische Theologie am Priesterseminar São José in Mariana. Er wurde am 19. Oktober 1996 in Mariana zum Diakon geweiht und empfing am 23. August 1997 in Palmital dos Carvalhos durch den Erzbischof von Mariana, Luciano Pedro Mendes de Almeida SJ, das Sakrament der Priesterweihe.
Nach der Priesterweihe war Valter Magno de Carvalho zunächst von 1997 bis 2001 als Direktor des Theologischen Propädeutikums tätig. Von 1999 bis 2004 war er Pfarradministrator der Pfarrei Santo Antônio in Correia de Almeida und Pfarrer der Basílica São José Operário in Barbacena. Zudem war er ab 2002 Bischofsvikar für die Region Süd und ab 2003 Dechant des Dekanats Barbacena. 2004 wurde Valter Magno de Carvalho Pfarrer der Pfarrei Nossa Senhora das Mercês in Mercês. Von 2010 bis 2014 war er als Pfarrer der Pfarrei Nossa Senhora da Assunção in Barbacena tätig. 2014 war Valter Magno de Carvalho zudem kurzzeitig Pfarradministrator der Pfarrei São Sebastião in Cláudio Manuel, bevor er noch im gleichen Jahr Regens des Priesterseminars São José in Mariana, Direktor der Diakonatsschule São Lourenço sowie Mitglied des Konsultorenkollegiums des Erzbistums Mariana wurde. Daneben lehrte er am propädeutischen Seminar und am Theologischen Institut des Erzbistums Mariana.
Am 4. November 2020 ernannte ihn Papst Franziskus zum Titularbischof von Giufi und zum Weihbischof in São Salvador da Bahia. Der Erzbischof von São Salvador da Bahia, Sérgio Kardinal da Rocha, spendete ihm am 23. Januar 2021 in der Basilika São José Operário in Barbacena die Bischofsweihe; Mitkonsekratoren waren der Erzbischof von Mariana, Airton José dos Santos, und der Weihbischof in Belo Horizonte, Geovane Luís da Silva.
Papst Leo XIV. ernannte ihn am 22. Mai 2025 zum Bischof von Ituiutaba.